# شيلي كينغ
شيلي كينغ (بالإنجليزية: Shelley King)‏ هي ممثلة هندية، ولدت في 25 سبتمبر 1955 في كلكتا في الهند.

## وصلات خارجية
- شيلي كينغ على موقع IMDb (الإنجليزية)
- شيلي كينغ على موقع قاعدة بيانات الفيلم (الإنجليزية)